# Uvaria macrantha
Uvaria macrantha är en kirimojaväxtart som beskrevs av Justus Carl Hasskarl. Uvaria macrantha ingår i släktet Uvaria och familjen kirimojaväxter. Inga underarter finns listade i Catalogue of Life.